# Jože Šlibar
Jože Šlibar (ur. 18 marca 1934 w Kovorze obok Tržiča) – jugosłowiański skoczek narciarski, rekordzista świata w długości skoku narciarskiego w latach 1961–1964.
24 lutego 1961 poprawił ówczesny rekord świata w długości skoku narciarskiego, uzyskując 141 metrów na skoczni w Oberstdorfie. Wynik ten był o dwa metry lepszy od poprzedniego rekordu Tauno Luiro. Šlibar pozostał rekordzistą świata do 1964, kiedy to lepszy rezultat uzyskał Dalibor Motejlek. Jednocześnie wynik Šlibara był do 1969 rekordem Jugosławii, do momentu gdy poprawił go Peter Štefančič.
W latach 1959–1964 startował w zawodach Turnieju Czterech Skoczni. Dwa razy uplasował się w pierwszej dziesiątce konkursów. 1 stycznia 1960 w Garmisch-Partenkirchen stanął na najniższym stopniu podium zawodów zaliczanych do TCS, zajmując trzecią pozycję, a 6 stycznia 1960 w Bischofshofen był dziewiąty.